# Tim Cahill (produtor)
Timothy Cahill é um animador, produtor e roteirista estadunidense. Tornou-se conhecido por criar My Gym Partner's a Monkey (2005) e Littlest Pet Shop (2012), com sua esposa Julie McNally Cahill. Além disso, trabalhou na Warner Bros. em Histeria!, Animaniacs e The Sylvester & Tweety Mysteries e escreveu The High Fructose Adventures of Annoying Orange.